# 24-я церемония «Грэмми»
24-я церемония вручения премий «Грэмми» состоялась 24 февраля 1982 года в Shrine Auditorium, Лос-Анджелес. Куинси Джонс стал главным триумфатором, получив в сумме 5 наград. На церемонии выступили Джо Кокер, Рик Джеймс и другие музыканты. Йоко Оно вместе с Шоном (сыном погибшего Джона Леннона) получили награду за их совместный с Джоном альбом Double Fantasy. Выступая при награждении, Йоко Оно сказала: «Я думаю, Джон находится здесь с нами сегодня… Он делал хорошую музыку для Земли и для Вселенной».

## Основная категория
- Запись года
  - Val Garay (продюсер) & Ким Карнс за песню «Bette Davis Eyes»
- Альбом года
  - Jack Douglas (продюсер), Джон Леннон & Йоко Оно за альбом Double Fantasy
- Песня года
  - Donna Weiss & Jackie DeShannon (авторы песни) за песню «Bette Davis Eyes» в исполнении Ким Карнс
- Лучший новый исполнитель
  - Шина Истон (другие номинанты: Adam and the Ants, The Go-Go's, Джеймс Ингрэм, Лютер Вандросс)

## Поп

### Лучшее женское вокальное поп-исполнение
- Lena Horne — «Lena Horne: The Lady and Her Music»

### Лучшее мужское вокальное поп-исполнение
- Эл Джерро — «Breakin' Away»

## Видео

### Лучшее видео года
- Michael Nesmith — «Michael Nesmith in Elephant Parts»

## Рок-музыка

### Лучший женский рок-вокал
- Пэт Бенатар — «Fire and Ice»

### Лучший мужской рок-вокал
- Рик Спрингфилд — «Jessie's Girl»

### Лучшая рок-группа
- The Police — «Don't Stand So Close To Me»

## R&B

### Лучшее женское вокальное R&B-исполнение
- Арета Франклин — «Hold On I'm Comin'»

### Лучшее мужское вокальное R&B-исполнение
- Джеймс Ингрэм — «One Hundred Ways»

## Джаз

### Лучшее женское джаз-исполнение
- Элла Фицджеральд — «Digital III at Montreux»

### Лучшее мужское джаз-исполнение
- Эл Джерро — «Blue Rondo a la Turk»

### Лучшее джаз-исполнение дуэтом или группой
- The Manhattan Transfer — «Until I Met You (Corner Pocket)»

### Лучшее инструментальное джаз-соло
- Джон Колтрейн — «Bye Bye Blackbird»

## Кантри

### Лучшее женское кантри-исполнение
- Долли Партон — «9 to 5»

### Лучшее мужское кантри-исполнение
- Ronnie Milsap — «(There’s) No Gettin' Over Me»

### Лучшее вокальное исполнение кантри дуэтом или группой[англ.]
- The Oak Ridge Boys — «Elvira»

### Лучшее инструментальное исполнение кантри[англ.]
- Чет Аткинс — «Country After All These Years»

### Лучшая кантри-песня
- Долли Партон (автор) — «9 to 5»

## Лучший разговорный альбом

### Best Spoken Word, Documentary or Drama Recording
- Орсон Уэллс — «Donovan's Brain»